# Leurípides de Calamata
Leurípides de Calamata (Calamata, 556 aC - Samos, 497 aC) fou un rapsode pitagòric, autor d'una Oda a Cenotafi i una altra Oda per l'escola de Pitàgores.
Era contemporani del matemàtic i filòsof pitagòric Filolau de Crotona, que va explicar el moviment diürn de la Terra sobre la base del gir entorn d'un punt central fix en l'espai, idea que va influir, en les obres de Leurípides. Va ser també, com Filolau, deixeble de Pitàgores, que dividida els seus alumnes en membres parcialment iniciats, com ara Leurípides o Telodedor de Samos, als que anomenava els "acusmàtics" i els deixebles totalment iniciats, els «matemàtics».